# (Allyl)(cyclopentadiényl)palladium
L'(allyl)(cyclopentadiényl)palladium, ou (cyclopentadiényl)(allyl)palladium, est un composé organométallique de formule chimique (η3-C3H5)(η5-C5H5)Pd. Il s'agit d'un solide rougeâtre volatil à l'odeur désagréable et soluble dans les solvants organiques usuels. La molécule est un complexe en tabouret de piano formé d'un anion cyclopentadiényle [C5H5]− et d'un anion allylique [CH2=CHCH2]− prenant en sandwich un cation de palladium Pd2+. Ce complexe à 18 électrons adopte une symétrie moléculaire Cs, ce qui signifie que la molécule présente un plan de symétrie.
On peut produire de l'(allyl)(cyclopentadiényl)palladium en faisant réagir du chlorure d'(allyl)palladium dimérique [(η3-C3H5)Pd(µ-Cl)]2 avec du cyclopentadiénure de sodium Na(C5H5), :
2 Na(C5H5) + [(η3-C3H5)Pd(µ-Cl)]2 ⟶ 2 (η3-C3H5)(η5-C5H5)Pd + 2 NaCl.
Il se décompose rapidement par élimination réductrice :
(η3-C3H5)(η5-C5H5)Pd ⟶ Pd0 + C5H5CH2CH=CH2.
Il réagit facilement avec les isonitriles en produisant des clusters de formule approchée [Pd(CNR)2]n. Il forme des complexes de palladium(0) bicoordonnés en réagissant avec les trialkylphosphines encombrées :
(η3-C3H5)(η5-C5H5)Pd + 2 PR3 ⟶ Pd(PR3)2 + C5H5CH2CH=CH2.
Ce complexe a été utilisé pour le dépôt chimique en phase vapeur de couches minces de palladium métallique.